# Нікуленко Леонід Петрович
Леонід Петрович Нікуленко (рос. Леонид Петрович Никуленко, біл. Леанід Пятровіч Нікуленка; 9 травня 1937, Дебальцеве, Сталінська область, УРСР — 6 липня 2010) — білоруський радянський футболіст. Більшість ігрової кар'єри провів у мінських командах, зі «Спартаком» (Мінськ) виступав у вищій лізі чемпіонату СРСР.
Чемпіон Білоруської РСР 1955 року, найкращий центральний нападник першості республіки за підсумками 1955 року. Виступав за збірну Білорусі на Спартакіаді народів СРСР 1956 року.

## Життєпис
Вихованець ФШМ (Футбольної школи молоді) Мінськ, яку створено 1954 року. Наступного року команду ФШМ, основу якої складали гравців віком 18-20 років, включено до першості Білорусі. Колектив здобув титул чемпіона, а наприкінці 1955 року вперше опубліковано список найкращих футболістів першості БРСР, куди під № 1 на позиції центрального нападника включено 18-річного Леоніда Нікуленка.
1956 року нападника запросив мінський «Спартак». Провідна команда Білорусі, яка на той час виступала у класі «Б» (друга за рангом ліга СРСР), після вильоту з елітного дивізіону вирішила омолодити склад. Нікуленко відразу став гравцем основного складу і одним з найкращих бомбардирів клубу — його 5 м'ячів допомогли «Спартаку» вибороти перемогу у своїй зоні класу «Б» і право повернутися до найвищої ліги радянського футболу 1957 року.
Улітку 1956 року в складі збірної Білорусі, яка повністю складалася з футболістів «Спартака», Леонід Нікуленко зіграв на I Спартакіаді народів СРСР. Нападник провів 3 із 4 матчів на турнірі, але запам'ятався лише незабитим 11-метровим у серії післяматчевих пенальті проти збірної Росії в турнірі за 5-8-е місця.
Гравець основного складу «Спартака» в 1956—1959 роках (105 ігор, 16 голів), у сезоні 1960 він рідше потрапляв до «основи» й зіграв 18 із 30 матчів. Наступні три роки нападник провів у нижчолігових армійських командах — СКА (Бобруйськ) і СКА (Мінськ). 1964 року виступав за «Металург» (Запоріжжя), однак на рахунку Нікуленка за сезон було лише 5 ігор і жодного забитого м'яча.
Догравав у команді «Супутник» (Мінськ). Олександр Позняк (чемпіон БРСР у 1970-х роках), який розпочинав кар'єру в «Супутнику», згадував: «Михайло Радунський, Леонід Нікуленко і Геннадій Хасін у „Супутнику“ були для нас, молодих, справжніми вчителями…»
Включений до списку 60 найкращих вихованців в історії ФК «Мінськ» (виводить свою історію з часу створення ФШМ).
Помер 6 липня 2010 року. Ніша з прахом футболіста знаходиться в колумбарії Кальварійського кладовища в Мінську.